# لسان الثور الشاطئي
لسان الثور الشاطئي (باللاتينية: Anchusa littorea) نوع نباتي يتبع جنس لسان الثور من الفصيلة الحِمحِمية.

## البيئة والانتشار
موطنه جزيرة سردينيا.